# Minor-Test
Der Minor-Test (Synonym: Iod-Stärke-Test), benannt nach dem Erstbeschreiber Minor (1928), zählt zu den qualitativen Testverfahren zum Nachweis einer Hyperhidrose, indem Körperstellen, die vom übermäßigen Schwitzen betroffen sind, farblich markiert werden.
Zuerst wird das schwitzende Hautareal sorgfältig getrocknet und anschließend mit einer Iod-Kaliumiodid-Lösung (s.g. Lugolsche Lösung) eingepinselt. Diese wird nach der Trocknung dünn mit einem speziellen Stärkepulver bestäubt. Das Gemisch färbt sich durch Einlagerung von Polyiodidketten in die helixförmige Konformation der Amylose an den Stellen, an denen die verstärkte Schweißproduktion stattfindet blauschwarz. Vor allem bei Patienten mit vermehrtem Achselschweiß, aber auch bei vermehrter Schweißproduktion an den Händen, ist der Test geeignet.
Der Test ist rein qualitativ und kennzeichnet lediglich die aktiv sezernierenden Areale. Zur quantitativen Beurteilung kann die  Gravimetrie verwendet werden. Hierbei wird die Schweißmenge, die während einer definierten Zeitspanne von einem Filterpapier aufgesogen wird, mit einer Ultrafeinwaage gewogen. Definierte Grenzwerte gibt es nicht, da die Methode meist nur im Rahmen von Studien angewandt wird.